# Burt Plain
Burt Plain es una biorregión provisional australiana que se encuentra en el territorio del Norte, y comprende 7 379 719 hectáreas (18 235 666,7 acre).

## Descripción
El paisaje de la biorregión de Burt Plain se caracteriza por llanuras y cordilleras rocosas de baja altitud. La vegetación es predominantemente de bosques de mulga y otras acacias con pastos cortos y herbáceos, y pastizales de spinifex. El uso predominante de la tierra es el pastoreo de ganado, con algunas tierras aborígenes. Entre las localidades en esta biorregión se incluyen Aileron, Barrow Creek, Ti Tree y Yuendumu.
El clima de la biorregión de Burt Plain es árido con precipitaciones predominantemente en verano. Gran parte de la biorregión sufrió incendios forestales en 2001, con incendios menos extensos en 2002. Este período de incendios forestales siguió a los años muy húmedos de 2000 y 2001. Los incendios importantes (en términos de área quemada) ocurrieron entre abril y noviembre de cada año y probablemente fueron menos intensos que los incendios de verano.

## Subregiones
La biorregión tiene el código BRT. Comprende cuatro subregiones:
| Regiones y subregiones de IBRA: IBRA7 | Regiones y subregiones de IBRA: IBRA7 | Regiones y subregiones de IBRA: IBRA7   | Regiones y subregiones de IBRA: IBRA7 |
| Región / subregión IBRA               | Código IBRA                           | Zona                                    | Estados                               |
| ------------------------------------- | ------------------------------------- | --------------------------------------- | ------------------------------------- |
| Burt Plain                            | BRT                                   | 7 379 719 hectáreas (18 235 666,7 acre) | NT                                    |
| Yuendumu                              | BRT01                                 | 2 931 061 ha (7 242 803,1 acre)         | NT                                    |
| Atartinga                             | BRT02                                 | 3 531 111 ha (8 725 557,6 acre)         | NT                                    |
| Monte Chapple                         | BRT03                                 | 390 981 ha (966 134,2 acre)             | NT                                    |
| Dulcie                                | BRT04                                 | 526 567 ha (1 301 174,2 acre)           | NT                                    |